# Jaume Arenas i Clavell
Jaume Arenas i Clavell (Mataró, 1918 – 1983) fou un pintor català.

## Biografia

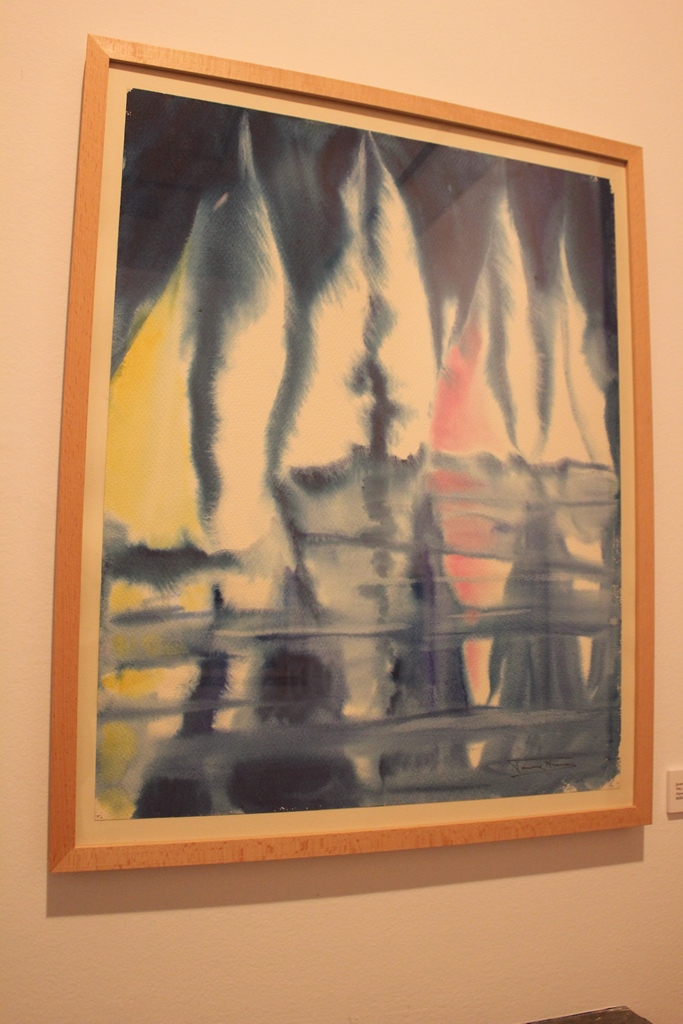
Jaume Arenas, aquarel·la sobre paper

Fou alumne de l'Escola Municipal d'Arts i Oficis, on després seria professor, així com del Col·legi dels Maristes. Des de molt jove, el seu interès tècnic i artístic giren a l'entorn de dos eixos: l'aquarel·la i el mar.
Quasi tota la seva obra és a l'aquarel·la, perquè com ell mateix deia: 
| «                         | l'aquarel·la, per a mi, té una emoció única que no trobo en altres procediments | » |
| — Jaume Arenas i Clavell. |                                                                                 |   |

Amb la col·laboració del seu germà Jordi Arenas i Clavell, acceptà l'encàrrec d'esculpir les imatges de Les Santes, una escultura de plom que es va submergir davant la costa de Mataró.
Pel que fa a la pintura va destacar en la tècnica de l'aquarel·la i sobretot en les marines, un tema que va treballar amb absoluta llibertat de factura, diluint els contorns de la pinzellada aconsegueix unes imatges de caràcter espectral pròximes a l'abstracció. També té sèries de pescadors i personatges populars que retrata amb duresa apropant-se a l'expressionisme.
La seva primera exposició va ser al Museu de Mataró l'any 1945, després va participar en diverses mostres individuals i col·lectives, especialment a Mataró, Arenys de Mar, Argentona i Barcelona.